# قشلاق تنگ
قشلاق تنگ یک منطقهٔ مسکونی در ایران است که در دهستان مشگین شرقی واقع شده‌است. قشلاق تنگ ۴۵ نفر جمعیت دارد.